# Ciureai vonatkatasztrófa
A ciureai vonatkatasztrófa 1917. január 13-án történt a romániai Jászvásártól délre, a ciureai vasútállomáson (ma: Piciorul Lupului állomás). Hivatalos vizsgálat hiányában a baleset pontos oka, valamint az áldozatok és sebesültek pontos száma nem ismert. Becslések szerint 800-1000 ember vesztette életét, egyes források kétszer ennyi áldozatról beszélnek. Ez jelenleg a világ harmadik legsúlyosabb vasúti tragédiája.

## Előzmények
Miután Románia 1916. augusztus 27-én megtámadta az Osztrák–Magyar Monarchiát, a központi hatalmak 1916 szeptemberében kezdődő ellentámadása miatt a román civil lakosság Moldva felé menekült, és a királyi család Jászvásárra költözött. Az evakuáltak száma másfél millióra tehető, ez a Regát akkori lakosságának mintegy 20%-a volt. 1916. december végén a németek elfoglalták Brăila városát, majd Galați felé nyomultak.

## Az út
Az E-1 jelzésű, két gőzmozdony által vontatott, 26 vagonból álló szerelvény 1917. január 11-én (az akkor használatos régi naptár szerint 1916. december 30-án) hagyta el Galați városát, több órás késéssel indulva a német bombázások miatt. A vonatot erősen túlzsúfolták, és a körülmények borzalmasak voltak: korabeli beszámolók szerint számos ember utazott a tetőn és az ütközőkön, és útközben sokan megfagytak, vagy leesve halálra zúzták magukat.
A vonat Barládnál elakadt a havazás miatt, csak másnap, január 12-én tudta folytatni útját. Mivel kifogytak a szénből, a mozdonyokat fával fűtötték, ami lassabb haladást tett lehetővé. Este Bârnova állomására értek, ahol ellenőrizték a Westinghouse-fékeket, majd éjjel 1 órakor továbbindultak. Ekkor már csak 10 kilométerre voltak Jászvásártól, a célállomástól.

## A baleset
A Bârnova és Ciurea közötti lejtőn a vonat gyorsulni kezdett. A mozdonyvezető fékezni próbált, de csak a mozdonyok fékei működtek. Feltételezések szerint az első vagonok egyikében egy utas véletlenül elzárt egy szelepet, így a kocsik légfékei nem működtek. A kocsik kézi fékekkel is fel voltak szerelve, de a kalauzok képtelenek voltak elérni ezeket az összezsúfolt utasok miatt.
A ciureai állomás 1-es vágányán egy nyersolajat szállító szerelvény vesztegelt, így az állomás alkalmazottai megpróbálták a 2-es vágányra terelni az érkező vonatot. A nagy sebesség miatt csak a mozdonyok és egy pár vagon tudta bevenni a kanyart; 23 vagon kisiklott és összeroncsolódott. Legalább egy vagon a nyersolajat szállító szerelvénynek ütközött. Az ütközés, robbanás, és tűz következtében körülbelül 800-1000 ember vesztette életét, a sérültek száma 300-ra tehető.

## A baleset után
A háború káoszában nem tájékoztatták a közvéleményt az eseményről, hogy az amúgy is demoralizált román lakosságot ne törjék meg még jobban. Nem volt hivatalos vizsgálat, a baleset körülményei jórészt csak szemtanúk beszámolóiból ismertek. A halottakat az állomás melletti tömegsírba temették.
2017-ben, a katasztrófa százéves évfordulóján emlékművet lepleztek le az áldozatoknak Ciurea községben.